# Hrobka Kleinů (Loučná nad Desnou)
Hrobka Kleinů je stavba v Loučné nad Desnou (okres Šumperk). Vznikla v letech 1886–1887 přesunem původní rodové hrobky z Brna, od roku 2008 je chráněna jako kulturní památka. Patří k významným odkazům na působení podnikatelské rodiny Kleinů na severní Moravě.

## Historie

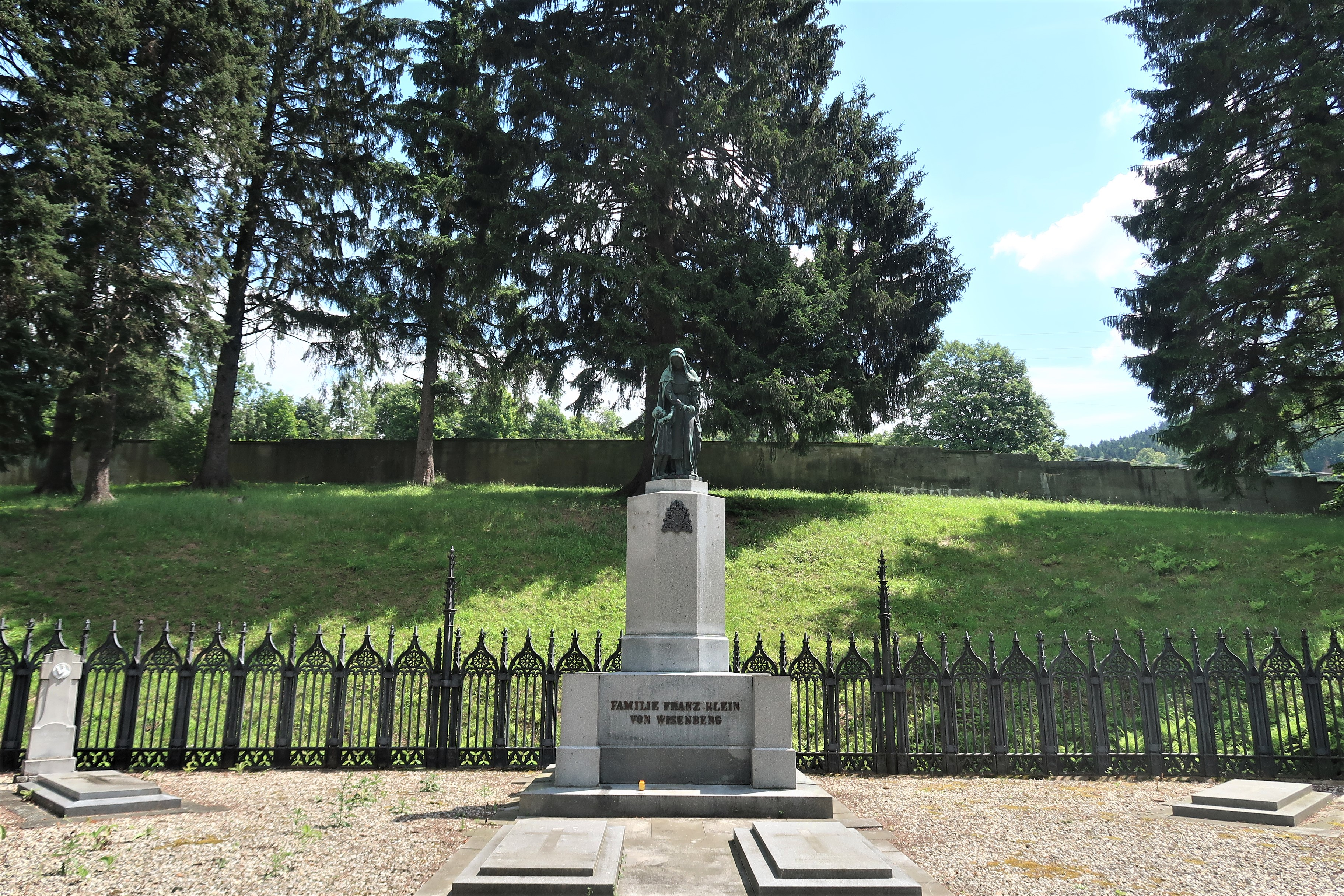
Hrobka Kleinů v Loučné nad Desnou se sochou sv. Alžběty Durynské

Hřbitov v Loučné nad Desnou vznikl až v roce 1815, předtím se pohřbívalo ve Velkých Losinách, případně později v sousedních Rejhoticích. Loučenský hřbitov vznikl v roce 1815 ve svahu nad poštovním hostincem a přičiněním rodiny Kleinů byla postavena empírová kaple (1846). Během 19. století význam Kleinů stoupal a své aktivity přesunuli do Brna, kde si nechali postavit Kleinův palác a také hrobku na starém brněnském hřbitově. Starý hřbitov v Brně byl zrušen v roce 1883 a pozůstalí byli vyzváni, aby se postarali o hroby svých příbuzných. Tehdejší představitel loučenské linie Kleinů Franz III. Klein (1851–1930) původně zvažoval přesunout rodovou hrobku na nově založený hřbitov v Brně (dnešní Ústřední hřbitov), nakonec ale bylo rozhodnuto brněnskou hrobku rozebrat a převézt do Loučné nad Desnou. Svou roli v tom sehrál i fakt, že příbuzní ze sobotínské větve Kleinů v té době stavěli okázalé mauzoleum v Sobotíně.
Přemístění brněnské hrobky do Loučné se stalo technicky a finančně náročnou operací, za kterou Kleinové zaplatili celkem více než 5 000 zlatých. V Loučné bylo vybráno místo na vyvýšeném místě jižně od stávajícího hřbitova a samotnému přesunu hrobky předcházela parková úprava a výsadba dřevin a keřů. Realizací byl pověřen správce vízmberského (dnes Loučná nad Desnou) velkostatku Josef Weber, stavební práce vedl Wenzel Kwaček, který se podílel i na budování sobotínského mauzolea Kleinů. Návrh parkové úpravy budoucí hrobky a jejího širšího okolí vypracoval kleinovský zahradník Josef Jirásek. Práce včetně exhumace a převozu ostatků Kleinů z Brna byly dokončeny na podzim 1887, kdy byla hrobka vysvěcena.

## Popis
Pohřebiště má tvar lichoběžníku a jeho prostor je vymezen novogotickým litinovým plotem ze sobotínských železáren. Samotnou hrobku tvoří čtvercový podstavec s pylonem, na jehož vrcholu je kovová socha sv. Alžběty Durynské. Autorem sochy je rakouský sochař Christof Fidelis Kimmel, prakticky identická socha sv. Alžběty se nachází u vstupu do parku zámku v Loučné. Na přední části podstavce je nápis FAMILIE FRANZ KLEIN VON WIESENBERG, zadní část podstavce zdobí kovový erb Kleinů. Kolem náhrobku je v geometrickém uspořádání rozmístěno šest náhrobních desek se jmény pohřbených členů rodu. Původní koncepce parkové úpravy v okolí hrobky dnes již není zcela patrná, památkovou ochranu má ale lipová alej vedoucí od staré pošty podél hřbitova k hrobce (tvoří ji celkem 61 stromů). Hrobka je dnes ve správě obce Loučná nad Desnou a v roce 1992 prošla rekonstrukcí, při této příležitosti byly v Zábřehu odlity chybějící části litinového oplocení.
Na seznam kultuních památek byla hrobka zapsána 12. února 2008, památková ochrana se vztahuje i na areál starého hřbitova s několika dochovanými náhrobky a empírovou kaplí.